# 標準必須特許
標準必須特許(ひょうじゅんひっすとっきょ、standard-essential patent：SEP)あるいは必須特許とは、技術標準を満たすために実施しなければならない発明に係る特許である。 そのため、標準化団体はしばしば構成員に、彼らが所有し、団体が開発している技術標準をカバーする特許および特許出願を、開示してライセンスを認めるように要求する。
もし標準化団体が、標準を満たすために必須の特許すべてのライセンスを得ることに失敗すれば、ライセンスされていない特許の所有者は、標準に従う会社に実施料を要求するかもしれない。これは例えばGIFとJPEGの標準に起こったことである。
特定の標準に対してどの特許が必須かを決めるのは複雑になることもある。 標準化団体はFRAND条項 (公平、妥当かつ差別のないライセンス)に従う標準必須特許のライセンスを得る必要がある。
特に通信に関しては、事業開始前に権利関係全部を把握することが難しく、さらに交渉は通信業界以外の異業種間も含めて行われるようになり、これまでのようなクロスライセンスによる解決も困難となっている。

## 他の文献
- "Potential Antitrust Liability Based on a Patent Owner's Manipulation of Industry Standard Setting", Proceedings of ABA Antitrust Section Spring Meeting (2003) by Janice M. Mueller.
- "Patent Misuse Through the Capture of Industry Standards", 17 Berkeley Tech. L.J. 623 (2002) by Janice M. Mueller.
- Mossoff, Adam; Contreras, Jorge; Kulbaski, James J. (30 November 2012). Standards-Essential Patents: Where Do IP Protections End and Antitrust Concerns Begin? (ASX) (video). Washington Legal Foundation. 2012年12月17日閲覧。
- 標準必須特許のライセンス交渉に関する手引き（日本国特許庁）